# Areka
Areka (Areca) je rod palem z čeledi arekovitých. Zahrnuje přibližně 60 druhů. Rostou v jižní Asii a na Malajském souostroví.

## Popis
Areky mají různé kmeny i listy. Plody jsou vejčité, červené, oranžové nebo žluté. Semena mají červenou barvu.

## Využití
Areka obecná (Areca catechu) se pěstuje pro arekové oříšky, používané jako droga.

## Zástupci
- areka obecná (Areca catechu)